# Mária del Pilar spanyol infánsnő
Mária del Pilar (teljes nevén spanyolul: María del Pilar Berenguela Isabel Francisca de Asís Cristina Sebastiana Gabriela Francisca Caracciolo Saturnina; Madrid, Spanyol Birodalom, 1861. június 4. – Eskoriatza, Spanyol Királyság, 1879. augusztus 5.), Bourbon-házból származó spanyol infánsnő, II. Izabella spanyol királynő és Ferenc de Asís király második leánya, XII. Alfonz testvére, aki fiatalon, tizennyolc évesen hunyt el 1879-ben.
Az infánsnő hét éves korában édesanyával és testvéreivel franciaországi száműzetésbe vonult, majd III. Napóleon császár bukását követően a királyi család Genfben telepedett le. 1875-ben, a monarchia visszaállítását követően fivérével, XII. Alfonz királlyal visszatért hazájába. Tanulmányait húgaival, Mária de la Paz és Eulália infánsnőkkel a madridi királyi palotában folytatta nővérük, Izabella asztúriai hercegnő gondos felügyelete alatt.
Kilátásba helyezték Mária del Pilar és III. Napóleon császár fiának, Napóleon Lajos hercegnek házasságát, amit mind Eugénia császárné, mind II. Izabella királynő támogatott, ám a herceg 1879 júniusában elesett az angol–zulu háborúban. Két hónappal később váratlanul Mária del Pilar infánsnő is elhunyt Eskoriatzában, tizennyolc éves korában. Sírja a San Lorenzo de El Escorial-i királyi kolostorban található.

## Házassági kilátásai
Fivére, XII. Alfonz király 1878. január 23-án kötött házasságot első-unokatestvérükkel, Mária de las Mercedes orléans-i hercegnővel. Mária del Pilar és húgai mind közeli kapcsolatot ápoltak unokatestvérükkel egyben sógornőjükkel, ám a hercegnő röviddel házasságkötését követően hastífusz következtében elhunyt. Mária del Pilar harmadik volt a spanyol trón öröklési sorrendjében bátyja és nővére, Izabella utána. Mivel ekkorra még egyiküknek sem született gyermeke, így elsődleges kérdéssé vált Pilar infánsnő mielőbbi megházasítása.
Unokatestvére, egyben sógornője halálát követően Sevillába utazott, hogy meglátogassa nagybátyját. Ebben az időben tervben volt Pilar és Pierre, Penthièvre hercegének házassága. A herceg apai ágról I. Lajos Fülöp francia király, míg anyai ágról I. Péter brazil császár unokája, egyben az infánsnő távoli unokatestvére volt. Ennek a jegyességnek a gondolatát azonban édesanyja, II. Izabella királynő ellenezte, így végül nem történt további előrelépés az ügyben.
Még párizsi száműzetési éveik alatt merült fel a lehetősége, hogy Pilar feleségül menjen III. Napóleon francia császár egyetlen fiához, Napóleon Lajos herceghez. A házasság gondolata Izabella királynőtől és a vele közeli baráti kapcsolatban álló Eugénia császárnétól származott. A terv azonban a Francia Császárság bukása és a császári család angliai számtűzetése miatt háttérbe szorult. Ezt követően Izabella királynő még illusztrisabb házassági tervvel állt elő: kiszemeltje Pilárnak Rudolf osztrák koronaherceg, az Osztrák–Magyar Monarchia trónörököse lett. XII. Alfonz meghívta a spanyol udvarba Rudolfot, aki sógorával, Lipót bajor királyi herceggel érkezett, hogy részt vegyen egy vadászexpedíción. A koronaherceg ugyan meglepődve tapasztalta, hogy Pilárnak szőkés haja és kék szemei vannak, ám nem mutatott különösebb érdeklődést az infánsnő iránt.
Pilar abban reménykedett, hogy Napóleon Lajos herceg felesége lehet. A császári herceggel még gyerekkorukból ismerték egymást, amikor is együtt játszottak a Tuileriák palotájában a spanyol királyi család franciaországi száműzetése alatt. Napóleon herceg azonban 1879. június 1-jén meghalt az angol–zulu háborúban. Mária del Pilar két hónappal élte őt túl, 1879. augusztus 5-én váratlanul ő maga is elhunyt Eskoriatzában, húgaival való üdülésük során.

## Fordítás
- Ez a szócikk részben vagy egészben  az   Infanta María del Pilar of Spain című angol Wikipédia-szócikk fordításán alapul.  Az eredeti cikk szerkesztőit annak laptörténete sorolja fel. Ez a jelzés csupán a megfogalmazás eredetét és a szerzői jogokat jelzi, nem szolgál a cikkben szereplő információk forrásmegjelöléseként.